# Fjodor Wassiljewitsch Bunkin
Fjodor Wassiljewitsch Bunkin (russisch Фёдор Васильевич Бункин; * 17. Januar 1929 im Dorf Aksinjino (jetzt Moskau); † 6. Mai 2016) war ein russischer Physiker.

## Leben
Bunkin war der Sohn des Geodäten Wassili Fjodorowitsch Bunkin (1894–1943) und der Buchhalterin Antonina Sergejewna geborene Zelikowa (1893–1947). 1936 zog die Familie nach Moskau. 1944 trat Bunkin in das Moskauer Autostraßentechnikum ein. 1946 erhielt er das Reifezeugnis und begann das Studium an der Wärmetechnik-Fakultät des Moskauer Energetischen Instituts. 1947 wechselte er an die Lomonossow-Universität Moskau (MGU) in die neu gegründete physikalisch-technische Fakultät, die 1951 das Moskauer Institut für Physik und Technologie (MFTI) wurde. Oleg Konstantinowitsch Surski war ein Studienkollege. 1952 schloss Bunkin das Studium als Radiophysiker ab.
Nach dem Studium arbeitete Bunkin im Schwingungslaboratorium des Lebedew-Instituts für Physik der Akademie der Wissenschaften der UdSSR (AN-SSSR, seit 1991 Russische Akademie der Wissenschaften (RAN)). Themen seiner ersten wissenschaftlichen Arbeiten waren die Messung der Temperatur der Sonnenkorona und die Theorie der Wärmestrahlung anisotroper Medien. Seine Arbeiten zur statistischen Radiophysik führten zu einer allgemeinen Theorie der Fluktuationen in nichtlinearen Nichtgleichgewichtssystemen. 1955 verteidigte er nach der Aspirantur bei Sergei Michailowitsch Rytow seine Kandidat-Dissertation. 1963 wurde Bunkin zum Doktor der physikalisch-mathematischen Wissenschaften promoviert. Zusammen mit Alexander Michailowitsch Prochorow bearbeitete er Probleme der Laserphysik. Arbeitsschwerpunkte waren die Ionisation von Atomen und Molekülen durch starke Laserstrahlung, der äußere Photoeffekt in Metallen und die Wechselwirkung kurzer Laserimpulse mit Materie. Bei der Untersuchung der Möglichkeiten der Anwendung der Laserphysik auf die Akustik entdeckte er die Schallanregung durch einen Laser, die Phasenkonjugation von Ultraschallimpulsen und die thermische Autofokussierung der Ultraschallstrahlung in zähen Flüssigkeiten. Anwendungen fanden die Ergebnisse in der Biomedizin. 1976 wurde er zum Korrespondierenden Mitglied der AN-SSSR gewählt.
Nachdem 1982 auf der Basis der Abteilung A des Lebedew-Instituts in Moskau das Institut für Allgemeine Physik (IOF) der AN-SSSR mit Alexander Michailowitsch Prochorow als Direktor gegründet worden war, wurde Bunkin Vizedirektor des IOF. 1992 wurde er Vollmitglied der RAN. 1998 gründete er das Wissenschaftszentrum für Wellenforschung des IOF und leitete es bis zu seinem Tode. Bunkin war Autor bzw. Mitautor einer Vielzahl von Veröffentlichungen.
Bunkin war verheiratet mit der Biologin Ljudmila Sergejewna Bunkina, mit der er zwei Söhne hatte. Bunkins älterer Bruder war der Raketenkonstrukteur Boris Wassiljewitsch Bunkin.
Bunkin wurde auf dem Moskauer Friedhof Trojekurowo begraben.

## Ehrungen, Preise
- Orden des Roten Banners der Arbeit (1979)[4]
- Staatspreis der UdSSR (1982)[4]
- Orden der Völkerfreundschaft (1985)[4]
- Staatspreis der Russischen Föderation im Bereich Wissenschaft und Technik (1999)[7]
- Verdienstorden für das Vaterland IV. Klasse (2000)[8]
- Orden der Ehre (2005)[9]
- Ehrendoktor der Universität der Wissenschaften Szeged[4]
- Ehrendoktor der Universität Valenciennes[4]